# 湯姆·羅吉奇
湯姆·羅吉奇（英語：Tomas Petar "Tom" Rogić；1992年12月16日—）是一位澳大利亞職業足球運動員，在場上的位置是中場。曾被凱爾特人外借至澳超球隊墨爾本勝利足球俱樂部。他是一位塞爾維亞裔澳大利亞人。2012年1月2日，羅吉奇轉會澳超球隊中央海岸水手。2013年，他轉會至凱爾特人。2014年，凱爾特人將其外借至墨爾本勝利。